# Torpedo 1936
Torpedo o Torpedo 1936 és una sèrie de còmics escrita per Enrique Sánchez Abulí i dibuixada per Jordi Bernet, on es narren les aventures de l'antagonista Luca Torelli, un despietat assassí a sou, i el seu ajudant, Rascal, dins el context violent de la cultura del crim organitzat de la Nova York dels anys de la Gran Depressió.

## Biografia de ficció
Luca Torelli naix a Sicília circa 1903, fill d'en Vittorio Torelli i Luciana Petrosino (si bé hi ha dubtes de què Vittorio siga realment el seu pare). Trobant-se enmig una vendetta, es veu obligat a emigrar a Amèrica sent un jovenet, qui prompte es veuria obligat a fer d'assassí a sou ("torpedo", en 1920, era una manera d'anomenar els "hitman"). Quan conega Rascal, aquest es convertirà en el seu ajudant. A banda d'en Rascal, i altres personatges que puguen aparèixer en flashbacks, pocs personatges tenen continuïtat a la sèrie. El personatge més significant seria una dona anomenada "Susan" que apareix a diverses històries, tant a l'inici com al final de la sèrie. Passen uns13 anys entre la seua segona i tercera aparició.

## Història de la publicació
La sèrie va ser portada a terme inicialment per Abulí com a guionista i el veterà Alex Toth com a dibuixant, el qual va fer les dues primeres històries en 1981. La col·laboració va acabar-se quan Toth va refusar de continuar, ja que no compartia l'humor negre que Abulí traspassava als personatges, deslligant-se totalment del projecte. Aleshores va ser substituït per Jordi Bernet, un autor amb un estil que lligava molt bé amb el context del personatge.
Torpedo 1936 es començà a publicar al número 32 de la revista de còmics de terror Creepy el febrer de 1982. Les dues primeres historietes foren dibuixades per Toth, i per al número 34, la historieta De perro a perro ("De gos a gos" segons la traducció de Glénat de 2007), Bernet passà a ser el dibuixant. Torpedo prompte va aparèixer a nombroses revistes d'àmbit estatal, com Thriller, Comix International, Totem el comix, Co & Co i Viñetas, es publicaren àlbums recopilatoris, i es va veure traduït a nombrosos idiomes. Era evident que el públic havia rebut amb els braços oberts al personatge, que guanyà el premi del Festival d'Angoulême de 1986. A maig del 91 es començà a publicar la revista Luca Torelli es Torpedo.

## Publicacions
En català les aventures del personatge es publiquen per primera vegada a finals de 2007, per Glénat/EDT, qui va publicar cinc volums amb l'obra completa.
- Torpedo Obra Completa Vol. 1.
  - Luca Torelli és... Torpedo (Torpedo 1936 Cap.1, Torpedo 1936 Cap.2, De gos a gos, Parlant de boques..., Conmigo no se juega)
  - Temps era temps (Temps era temps, Dumbo, Solo de trompeta, R.I.P. i amén, El canvi)
  - Flash-Back (Flash-Back, L'home que no es mamava el dit, La nit de San Valentó, El negre que posava els ulls en blanc; Any nou, mort nova)
- Torpedo Obra Completa Vol. 2
  - L' art de rematar (L'art de rematar, Tócala altre cop, Sam; Tic-Tac, La dama de les escletxes, Rascal)
  - Sing-sing Blues (Sing-sing blues, Más crua serà la caiguda, Miami bitch, West sad story, Dos homes i un disbarat)
  - Sou de Por
- Torpedo Obra Completa Vol. 3
  - Hi havia una vegada, a Itàlia... (Hi havia una vegada, a Itàlia..., Truqueu a qualsevol puta, La hiena riu de 4 a 6, En el nom de la Lou, El ventafocs)
  - La llei del taló
  - Toccata i fuga (Aixeca't i camina, Toccata i fuga, Un dia a les carreres, Tres homes i un biberó, Tirant enrere amb ira)
- Torpedo Obra Completa Vol. 4
  - Els diners no ho són tot (L'altra cara de la monada, Les 7 vides del gat, El colom de la pau, Els diners no ho són tot, Escopiré sobre la vostra tomba)
  - El partit (El partit, Sodoma i camorra, Lolita, Més dura serà la recaiguda, Un alto en el camí, Coyote)
  - El sórdido (El sórdido, La padrina, Cop dolç, Endevina qui pringa aquesta nit, Qui té por del llop ferotge?, Una, dues i tres)
- Torpedo Obra Completa Vol. 5
  - Cuba
  - Adéu, ninu (Adéu, ninu, Beneïda vendetta, L'any que vam veure perillosament, La tapadora, Pietro)
  - El dia de la mala bava